# Юй Сюаньцзи
Юй Сюаньцзи́ (кит. трад. 魚玄機, упр. 鱼玄机, пиньинь Yú Xuánjī, 844—871) — китайская поэтесса и известная куртизанка времён империи Тан.

## Жизнеописание
Родилась в семье среднего достатка в городе Чанъань, столице империи династии Тан. С 849 до 851 года училась в школе города Сягун. В молодости много времени проводила со студентами академии Ханьлинь, участвовала в литературной деятельности и написании стихов. В 859 году родители выдали её замуж за цензора и учёного Ли И. Поскольку Юй была его младшей женой, у неё было немного прав. Старшая жена Ли И настроила мужа против Юй Сюаньцзи, который вскоре охладел к ней. После этого Юй подала на развод, заявила о праве женщины на образование, самостоятельность, занятие государственной службой и свободный выбор любимого.
Вскоре после этого она стала жить за счёт любовников, но не была официально зарегистрирована в качестве куртизанки, формально оставаясь женой Ли И. В 866 году муж заключил Юй в даосский монастырь Сяньигуань. Здесь она взяла новое имя «Сюаньцзи». Впоследствии она влюбилась в поэта Вэнь Тинъюня, однако их отношения длились недолго и через некоторое время Вэнь оставил Юй Сюаньцзи. После этого она жила одиноко в своем доме, число её сторонников со временем уменьшилась. В 871 году из-за ревности Юй убила свою горничную Лю Цяо (которая была любовницей Юй Сюаньцзи), за что глава столичного округа Вэй Чжан приговорил Юй к смертной казни. Единичные попытки любовников Юй спасти её были напрасны, и в итоге ей отрубили голову.

## Творчество
Наследие Юй Сюанцзи составляет около 48 стихотворений, в частности, «Гуляя возле монастыря Чунчжэньгуань, вижу новые списки сдавших государственные экзамены», «Путешествуя рекой», «В Цзянлине с грустью смотрю в даль», «Продаётся вчерашний пион». Наиболее значимой считается поэма «Ранее полученное бесценное сокровище, или Трудно купить любовь хорошего мужа». Главные темы её творчества — это любовь, отношения с любовниками, описание природы, окружающей среды. В большинстве своём стихи короткие, яркие, откровенные, автобиографичные.